# Річка Ставицька
Річка Ставицька  — річка в центрі селища Бабаї. Права притока річки Уда. Вперше згадується на плані 1785 року.

## Характеристика річки
Річка починається в дубовому лісі. Далі протікає у яру, на якому утворює два ставки (один з них називається "Гайдучкою"). І неподалік від головної площі смт Бабаї цей струмок впадає у річку Уди.